# Derby de Hambourg
 (décembre 2023).
Si vous disposez d'ouvrages ou d'articles de référence ou si vous connaissez des sites web de qualité traitant du thème abordé ici, merci de compléter l'article en donnant les références utiles à sa vérifiabilité et en les liant à la section « Notes et références ».
Le Derby de Hambourg (ou Hamburger Stadtderby en allemand) est un match de football entre le Hambourg SV et le FC St. Pauli. Il est l’un des plus anciens derbys d’Allemagne avec 109 derbies joués depuis 1919,,.

## Description
Le HSV et le FC St. Pauli sont les seuls clubs de Hambourg à avoir joué dans l'une des ligues professionnelles nationales (Bundesliga, Bundesliga 2, Liga 3). Le HSV joue ses matchs à domicile au Volksparkstadion dans le quartier de Bahrenfeld, le stade du FC St. Pauli est le stade Millerntor situé dans le quartier de St. Pauli à Hambourg. Les deux stades sont distants d’environ 6 kilomètres. Il s'agit de l'un des sept derbies urbains/régionaux en Allemagne avec celui à Berlin (Berliner Stadtderby), celui à Munich (Münchner Stadtderby), celui en Bavière (Bayernderby), celui en Rhénanie (Rheinland Derby), celui en Franconie (Frankenderby) et celui dans la Ruhr (Revierderby).

## Histoire

### Création des deux clubs
Bien que HSV déclare avoir été fondé en 1887, il a en réalité été fondé en 1919 lorsque les clubs hambourgeois SC Germania de 1887 (année de la création du club), Hamburger FC 1888 et FC Falke 1906 ont fusionné pour former le Hamburger SV. Le FC St. Pauli a vu le jour en 1924 dans le cadre du divorce propre du St. Pauli Turnverein de Hambourg, fondé en 1862. L'année de fondation 1910 indiquée dans le nom du club fait référence à la création d'un département de sports de ballon au sein du club de gymnastique cette année-là.

### Premiers derbys
Lors de la saison 1919/20 du championnat de Hambourg, le premier match de compétition entre le HSV nouvellement fondé et St. Pauli TV a eu lieu le 7 décembre 1919 sur le terrain de sport de Rothenbaum. Les St. Paulians s'alignent initialement avec 8 joueurs avant que le neuvième homme n'apparaisse 5 minutes après le coup d'envoi. Comme il n'a pas de maillot avec lui, il reçoit un maillot du HSV. Le Hambourg SV gagna logiquement 9 à 0, Tull Harder marqua 6 buts ce jour-là.[réf. nécessaire]
Le premier match après la scission du département de football de St. Pauli TV en FC St. Pauli eut lieu le 19 octobre 1924 dans la Ligue Alsterkreis, que le HSV remporta 3-1, le match retour se termina par une victoire 9-0 du Hamburger SV. La première victoire du FC St. Pauli contre le HSV eut lieu le 19 octobre 1930, lorsque le Kiezkicker remporta le premier match entre les deux clubs dans l'Oberliga  1-0. Après sa fondation en 1919, le HSV s'est progressivement développé jusqu'à devenir le plus grand club de la ville de Hambourg et  termina la plupart de ses saisons avec le St. Pauli TV et le FC St. Pauli dans diverses ligues en tant que champion. Dans l'après-guerre, le HSV est resta le club dominant de la ville hanséatique.

### Différentes divisions
Le HSV fut admis en Bundesliga dès sa création en 1963 et a appartenu à cette première division sans interruption jusqu'en 2018, tandis que le FC St. Pauli joua dans la Regionalliga Nord et la Bundesliga 2 jusqu'en 1977 où le FC St. Pauli fut également promu en Bundesliga, ce qui signifia que pour la première fois depuis 1963, les deux clubs de Hambourg s’affrontèrent lors d’un match de championnat : le FC St. Pauli, fut entré dans le match comme outsider, et remporta le match aller, le 3 septembre 1977 au Volksparkstadion 2 à 0.

### Retour des derbys
De 1988 à 1991, de 1995 à 1997 et lors de la saison 2001/02, les deux clubs se rencontrèrent à nouveau en Bundesliga, mais le club de district ne réussit à remporter aucun des 12 matchs joués. Après avoir été relégué en Bundesliga 2 en 2002, Le FC St. Pauli descend un an plus tard en Regionalliga Nord et doit affronter l’équipe B du HSV avant de revenir en Bundesliga 2 en 2007 et en Bundesliga en 2010. Le 19 octobre 2010, pour la première fois depuis 1962, un match de championnat entre les deux clubs eut lieu au stade Millerntor, qui se termina sur un score de 1-1. Le FC St. Pauli remporta le match retour le 16 février 2011 (21e journée) au Volksparkstadion 1-0 grâce à un but de Gerald Asamoah et remporta un derby urbain pour la première fois depuis 1977. Malgré cette victoire, le club du district est relégué en  Bundesliga 2 à la fin de la saison.

### Relégation du HSV en Bundesliga 2
Depuis que le HSV est également relégué de la Bundesliga en 2018, des affrontements ont lieu régulièrement en Bundesliga 2 depuis la saison 2018/19. Après que le 100e derby municipal se soit terminé par un match nul et vierge, le HSV remporta le match retour lors de la 25e journée 4-0, ce qui signifiait sa première victoire au Millerntor depuis 1962. Le FC St. Pauli remporta ensuite quatre des cinq derbies urbains suivants avec un match nul. Avant le 107e derby municipal de la seconde moitié de la saison 2021/22, le FCSP était leader du classement et possédait 6 points d'avance sur le HSV. La question d’une « relève de la garde » a donc été évoquée dans les médias. Le HSV remporta le derby municipal au Volkspark devant 2 000 spectateurs, en raison de la pandémie de COVID-19, les matchs se déroulaient à faible capacité ou sous forme de match fantôme depuis octobre 2020 à nouveau près de trois ans après. Cette victoire du HSV était également la première victoire à domicile des Rothosen dans un derby urbain depuis la saison 2001/02, lorsque les victoires 4-3 et 4-0 eurent lieu au Volksparkstadion. Le FC St. Pauli termina cinquième et rata la promotion en Bundesliga, le HSV arriva quant à lui troisième et passa par les barrages, où il fut éliminé par le Hertha BSC.
Le dernier derby fut joué le 1er décembre 2023 où le portier du HSV mit un contre-son-camp qualifié de « csc du siècle ». Menés 2-0 à la 57e minute, il n’aura fallu que deux minutes au HSV pour égaliser grâce à un but de Robert Glatzel (58e) et de Immanuel Pherai à la 60e minute.

### Retour de St. Pauli en premiere division
Après une victoire 2-1 à Wiesbaden les hambourgeois peuvent retrouver l'élite du football allemand, accompagnée de  l'Holstein Kiel.
Le HSV quant à lui termina à la 4eme place du classement derrière le Fortuna Düsseldorf qui jouera Bochum en barrage.

## Statistiques
Statistiques au 3 mai 2024 :
|                            | Matchs joués | Victoires du Hambourg SV | Matchs nuls | Victoires de FC St. Pauli | Buts de Hambourg SV | Buts de FC St. Pauli |
| -------------------------- | ------------ | ------------------------ | ----------- | ------------------------- | ------------------- | -------------------- |
| Championnat                | 28           | 12                       | 9           | 7                         | 46                  | 33                   |
| Coupe d’Allemagne          | 3            | 3                        | 0           | 0                         | 14                  | 2                    |
| Supercoupe d’Allemagne     | 2            | 1                        | 1           | 0                         | 4                   | 1                    |
| Matchs locaux et régionaux | 78           | 54                       | 7           | 17                        | 283                 | 89                   |
| Total                      | 111          | 70                       | 17          | 24                        | 347                 | 125                  |

### Palmarès global
Bien que le FC St. Pauli n'ait gagné qu'un trophée (une Bundesliga 2), le HSV quant à lui gagna une dizaine de titres depuis les années 1920 dont une ligue des champions, quelques Bundesliga et coupes d'Allemagne.
| Équipe       | Titre de champion | Coupe d'Allemagne | Coupe de la ligue | Ligue des champions | Coupe des coupes | Coupe Intertoto | Titre de champion de D2 | Total |
| ------------ | ----------------- | ----------------- | ----------------- | ------------------- | ---------------- | --------------- | ----------------------- | ----- |
| Hambourg SV  | 6                 | 2                 | 2                 | 1                   | 1                | 2               | 0                       | 14    |
| FC St. Pauli | 0                 | 0                 | 0                 | 0                   | 0                | 0               | 1                       | 1     |

## Autres rencontres

### Matchs amicaux
Les équipes premières masculines du HSV et de St. Pauli se sont également affrontées lors de 32 matchs amicaux (les matchs de futsal ne sont pas comptés). Le 5e match amical en août 1995 fut le seul derby de Hambourg qui ne fut pas joué dans la ville de Hambourg, il eut lieu à Landshut pour la finale d'un tournoi de préparation.

### FC St. Pauli contre HSV 2
Après que le FC St. Pauli soit relégué de Bundesliga 2 en 2003, ils rencontrèrent l'équipe 2 du Hambourg SV en Regionalliga Nord jusqu'à que St. Pauli soit promu en 2007. Il y eut également deux rencontres en Coupe d'Allemagne.
| Nombre | Date             | Competition                               | Vainqueur    | Perdant      | Résultat | Stade              | Nombre spectateurs |
| ------ | ---------------- | ----------------------------------------- | ------------ | ------------ | -------- | ------------------ | ------------------ |
| 1      | 26 août 2003     | Regionalliga Nord 2003/04                 | St. Pauli    | HSV Amateure | 3-0      | Millerntor-Stadion | 17 064             |
| 2      | 14 Mars 2004     | Regionalliga Nord 2003/04                 | HSV Amateure | St. Pauli    | 1-0      | Volksparkstadion   | 11 217             |
| 3      | 5 Mai 2004       | Hamburger Pokal 2003/04 (Demi-finale)     | HSV Amateure | St. Pauli    |          | Volksparkstadion   | 4 494              |
| 4      | 25 Août 2004     | Regionalliga Nord 2004/05                 | HSV Amateure | St. Pauli    | 1-0      | Volksparkstadion   | 6 721              |
| 5      | 5 Avril 2005     | Regionalliga Nord 2004/05                 | St. Pauli    | HSV Amateure | 1-0      | Millerntor-Stadion | 18 322             |
| 6      | 26 Novembre 2005 | Regionalliga Nord 2005/06                 | HSV II       | St. Pauli    | 0-4      | Volksparkstadion   | 12 600             |
| 7      | 27 Mai 2006      | Regionalliga Nord 2005/06                 | St. Pauli    | HSV II       | 1-1      | Millerntor-Stadion | 20 629             |
| 8      | 15 Octobre 2006  | Regionalliga Nord 2006/07                 | St. Pauli    | HSV II       | 0-0      | Millerntor-Stadion | 18 742             |
| 9      | 14 Novembre 2006 | Hamburger Pokal 2006/07 (Quart de finale) | St. Pauli    | HSV II       | 1-0      | Millerntor-Stadion | 7 873              |
| 10     | 4 Avril 2007     | Regionalliga Nord 2006/07                 | HSV II       | St. Pauli    | 0-0      | Volksparkstadion   | 24 000             |